# The Professor (2018)

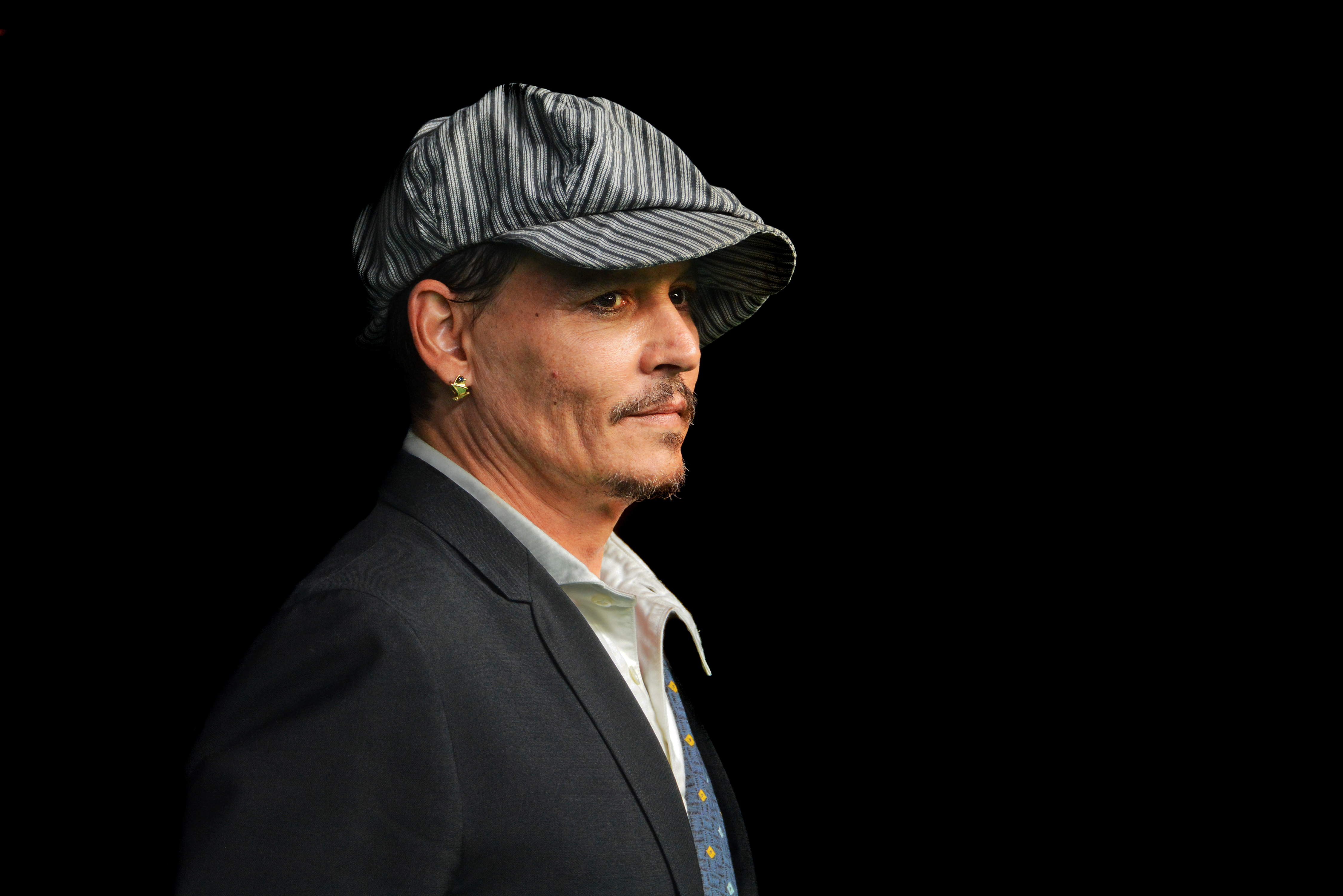
Johnny Depp bei der Präsentation des Filmes am 14. Zürich Film Festival (2018)

The Professor (im Original auch Richard Says Goodbye) ist eine US-amerikanische Tragikomödie aus dem Jahr 2018. Die Premiere erfolgte am 5. Oktober 2018 am Zurich Film Festival in Anwesenheit von Regisseur Wayne Roberts und Hauptdarsteller Johnny Depp. In den USA kam der Film am 17. Mai 2019 in die Kinos. Am 25. Juli 2020 wurde der Film auf Prime Video veröffentlicht.

## Handlung
Richard ist ein frustrierter und ausgebrannter College-Professor. Eines Tages erhält er die Diagnose einer unheilbaren Krebserkrankung und sieht sich mit dem nahenden Ende seiner Existenz konfrontiert. Die ihm noch verbleibende Zeit möchte er in vollen Zügen auskosten, frei von allen gesellschaftlichen Konventionen und Zwängen.
Er beginnt daher, sein Leben komplett auf den Kopf zu stellen, legt sich mit jedem an, der ihm in die Quere kommt, stürzt sich in sexuelle Eskapaden, raucht und trinkt und lässt kein Laster aus. Derart befreit, fühlt er sich lebendig und glücklich wie schon lange nicht, allerdings beginnt ihm die Zeit davonzulaufen.

## Besetzung und Synchronisation
Die deutschsprachige Synchronisation übernahm die Berlin Reinhold Kospach – Synchron. Dialogregie führte Reinhold Kospach, das Dialogbuch schrieb Detlef Gieß.
| Rolle    | Darsteller           | Synchronsprecher    |
| -------- | -------------------- | ------------------- |
| Richard  | Johnny Depp          | David Nathan        |
| Veronica | Rosemarie DeWitt     | Christin Marquitan  |
| Olivia   | Odessa Young         | Sophie Lechtenbrink |
| Peter    | Danny Huston         | Reent Reins         |
| Claire   | Zoey Deutch          | Marie Hinze         |
| Danny    | Devon Terrell        | Fabian Heinrich     |
| Henry    | Ron Livingston       | Peter Flechtner     |
| Barbara  | Linda Emond          | Marion Musiol       |
| Arzt     | Michael Kopsa        | Detlef Gieß         |
| Donna    | Siobhan Fallon Hogan | Maria Sumner        |
| Ed       | Keith MacKechnie     | Detlef Gieß         |
| Rose     | Matreya Scarrwener   | Jennifer Bischof    |

## Produktion
Die Dreharbeiten fanden ab Juli 2017 in British Columbia, Kanada statt. Drehorte waren Vancouver, die Royal Roads University in Victoria und New Westminster. Produziert wurde der Film von Global Road Entertainment, Automatik Entertainment, Leeding Media und Relic Pictures.
Nach Katie Says Goodbye (2016) mit Olivia Cooke in der Titelrolle ist dies der zweite Langspielfilm von Regisseur und Drehbuchautor Wayne Roberts.

## Rezeption
Die Reaktion der Filmkritik in den USA war ganz überwiegend negativ. Die Auswertung durch Rotten Tomatoes ergab einen Anteil positiver Kritiken von lediglich 10 Prozent.
Christian Klosz befand auf filmpluskritik.com, dass der Film völlig auf Johnny Depp und dessen Figur zugeschnitten sei, alles andere sei Begleitmusik. In den schlechteren Momenten kippe das Richtung unfreiwillige Parodie, in den besseren Momenten darf Depp kluge Lebensweisheiten von sich geben. Das Drehbuch sei dabei solide, die Inszenierung inklusive Soundtrack ordentlich, das Sujet (dekadentes US-Elite-Uni-Milieu) erinnere an Californication, wenngleich The Professor den Qualitätsvergleich verliere.
heftfilme.com schrieb, dass der Film eine Mischung aus schwarzem Humor und tiefgründigen Momenten, die zum Nachdenken anregen, biete. Trotz einer vorhersehbaren Handlung und der manchmal übertriebenen Darstellung bleibe der Film dank Johnny Depps charismatischer Leistung und der ehrlichen, wenn auch gelegentlich holprigen, Erzählweise ein sehenswerter Beitrag. Visuell beeindrucke der Film durch die Arbeit von Kameramann Tim Orr, der die Szenen in einem ansprechenden, fast nostalgischen Licht einfange.